# Papua-Nova Guiné nos Jogos Olímpicos de Verão da Juventude de 2010
Papua-Nova Guiné participou dos Jogos Olímpicos de Verão da Juventude de 2010 em Singapura. Sua delegação foi composta de 22 atletas que competiram em quatro esportes.

## Atletismo
| Evento                | Atleta                                         | Qualificação    | Qualificação | Final     | Final        |
| Evento                | Atleta                                         | Resultado       | Posição      | Resultado | Posição      |
| --------------------- | ---------------------------------------------- | --------------- | ------------ | --------- | ------------ |
| 200 m masculino       | John Rivan                                     | Desclassificado | -- (-- q1)   | 22.12     | 1º (Final D) |
| Revezamento masculino | John Rivan (como integrante da equipe Oceania) |                 |              | 1:52.71   | [ 4 ]        |

## Futebol
Feminino:
| Elenco | Preliminares                    | Preliminares | Disputa pelo 5º lugar                     | Pos. final |
| Elenco | Grupo A                         | Pos.         | Disputa pelo 5º lugar                     | Pos. final |
| --- | ------------------------------- | ------------ | ----------------------------------------- | ---------- |
| Dinna Awele, Biangka Gubag, Talitha Irakau, Bridget Kadu, Georgina Kaikas, Wena Laka, Ramona Lorenz, Lucy Maino, Josephine McNamara, Rumona Morris, Carolyn Obi, Cathura Ramoi, Catherine Sebenaia, Alexier Stephen, Grace Steven, Fiona Vulia, Maravai Vulia, Geenaidah Willie | IRI Irã D 0-1 TUR Turquia D 0-4 | 3º           | TRI Trinidad e Tobago D (pen) 0 (2)-0 (4) | 6º         |

## Halterofilismo
| Evento              | Atleta         | Peso corporal (kg) | Arranque (kg) | Arranque (kg) | Arranque (kg) | Arranque (kg) | Arremesso (kg) | Arremesso (kg) | Arremesso (kg) | Arremesso (kg) | Total (kg)   | Pos. final   |
| Evento              | Atleta         | Peso corporal (kg) | 1             | 2             | 3             | Res.          | 1              | 2              | 3              | Res.           | Total (kg)   | Pos. final   |
| ------------------- | -------------- | ------------------ | ------------- | ------------- | ------------- | ------------- | -------------- | -------------- | -------------- | -------------- | ------------ | ------------ |
| Até 53 kg feminino  | Ranuinu Samuel | Não competiu       | Não competiu  | Não competiu  | Não competiu  | Não competiu  | Não competiu   | Não competiu   | Não competiu   | Não competiu   | Não competiu | Não competiu |
| Até 77 kg masculino | Steven Kari    | 75,20              | 115           | 120           | 120           | 115           | 145            | 150            | 155            | 155            | 270          | 4º           |

## Natação
| Evento                | Atleta     | Qualificação | Qualificação | Semifinais  | Semifinais   | Final       | Final       |
| Evento                | Atleta     | Resultado    | Posição      | Resultado   | Posição      | Resultado   | Posição     |
| --------------------- | ---------- | ------------ | ------------ | ----------- | ------------ | ----------- | ----------- |
| 50 m peito masculino  | Ian Nakmai | 32.06        | 13º (6º q3)  | 31.66       | 13º (7º sf2) | Não avançou | Não avançou |
| 100 m peito masculino | Ian Nakmai | Não largou   | --º (--º q4) | Não avançou | Não avançou  | Não avançou | Não avançou |